# Langham, Rutland
Langham är en ort och civil parish i Storbritannien.   Den ligger i grevskapet och kommunen Rutland och riksdelen England, i den sydöstra delen av landet, 140 km norr om huvudstaden London. Langham ligger 128 meter över havet och antalet invånare är 1 042.
Terrängen runt Langham är platt. Runt Langham är det ganska tätbefolkat, med 90 invånare per kvadratkilometer. Närmaste större samhälle är Oakham, 3,1 km sydost om Langham. Trakten runt Langham består till största delen av jordbruksmark.